# Југозапад
Југозапад је једна од споредних страна света. Налази се између југа и запада, а супротно од североистока.
Означава се са 225°.